# Agnieszka Robótka-Michalska
Agnieszka Robótka-Michalska (ur. 12 czerwca 1964 w Warszawie) – polska aktorka.

## Życiorys
W 1986 ukończyła studia na Akademii Teatralnej im. Aleksandra Zelwerowicza w Warszawie. Była aktorką teatrów warszawskich: Teatru Dramatycznego (1986–1987) i Teatru Nowego (1987–1992). Ponadto występowała w Teatrze Kwadrat i Teatrze Ateneum w Warszawie oraz w Teatrze Powszechnym w Radomiu.
Ogólnopolską popularność zdobyła rolą Ewy Glinickiej w serialu W labiryncie (1988–1990).

## Filmografia
- Zmiennicy (1986) jako dziewczyna Skoczylasa
- Opowiadanie wariackie (1987) jako pacjentka
- Cyrk odjeżdża (1987) jako Kamilka
- W labiryncie (1988–1990) jako Ewa Glinicka
- Pogranicze w ogniu (1991) jako Helga Witte
- Sprawa kobiet (Le Violeur Impuni, 1992) jako Sylvie
- Prawdziwie po polsku (A Very Polish Practice, 1992) jako Renata
- Czterdziestolatek. 20 lat później (1993) jako sekretarka w biurze Mega Investment
- Klan (1997) jako pani Kornecka, wychowawczyni Agnieszki i Leny
- Ludzie wśród ludzi (2003)
- Pensjonat pod Różą (2005) jako Renata Szulc, przyjaciółka Elizy
- Rodzina zastępcza (2005) jako pani Lina (odc. 215)
- Warto kochać (2005–2006) jako siostra Anna
- Będziesz moja (2006) jako Anna Nowak, żona Tomka

Źródło: Filmpolski.pl.